# Zeppelin GmbH
Luftschiffbau Zeppelin GmbH är ett företag som skapades av Ferdinand Graf von Zeppelin för tillverkning av zeppelinare
År 1908 skapades Zeppelin-Stiftung och Luftschiffbau Zeppelin GmbH grundades. År 1909 skapades Luftfahrzeug-Motorenbau GmbH av Graf Zeppelin tillsammans med Karl Maybach för att tillverka motorer till luftskeppen. År 1912 flyttade företaget till Friedrichshafen och Flugzeugwerke Friedrichshafen GmbH grundades. År 1914 började Claude Dornier att tillverka flygplan och skapade 1922 det egna bolaget Dornier. År 1915 grundades dagens ZF Friedrichshafen som Zahnradfabrik för att leverera delar till luftskeppens motorer. År 1918 tog man namnet Maybach-Motorenbau GmbH. Idag är MTU Friedrichshafen företagets moderna efterträdare. År 1919 skapades DELAG som var världens första flygbolag. 